# Michael Gambrill
Michael John Gambrill –conocido como Mike Gambrill– (Brighton, 23 de agosto de 1935–Kingston upon Thames, 8 de enero de 2011) fue un deportista británico que compitió en ciclismo en la modalidad de pista, especialista en la prueba de persecución por equipos.
Participó en dos Juegos Olímpicos de Verano, en los años 1956 y 1960, obteniendo una medalla de bronce en Melbourne 1956, en la prueba de persecución por equipos (junto con Donald Burgess, John Geddes y Thomas Simpson).

## Medallero internacional
| Juegos Olímpicos | Juegos Olímpicos       | Juegos Olímpicos  | Juegos Olímpicos        |
| Año              | Lugar                  | Medalla           | Competición             |
| ---------------- | ---------------------- | ----------------- | ----------------------- |
| 1956             | Melbourne ( Australia) | Medalla de bronce | Persecución por equipos |